# Christus is opgestanden (oorlogsmonument)
Christus is opgestanden is een oorlogsmonument in de Nederlandse plaats Geesteren.

## Achtergrond
Het monument herinnert aan vier inwoners van Geesteren die zijn omgekomen tijdens de Tweede Wereldoorlog en de Indonesische Onafhankelijkheidsoorlog: Antoon Haselbekke (1917-1943), hoofd van het distributiekantoor in Tubbergen, werd gefusilleerd omdat hij zou hebben deelgenomen aan de april-meistakingen; Jan Oude Voshaar (1925-1944) was ondergedoken om te ontkomen aan de 'Arbeitseinsatz'. Hij werd door een landwachter doodgeschoten; Gerard Hemer (1904-1945) werd met twee broers gearresteerd voor hulp aan geallieerde vliegers en naar een concentratiekamp gestuurd. Zijn broers overleefden de oorlog.; Johan Kroezen (1925-1948) kwam om het leven bij een noodlottig ongeval tijdens de politionele acties in voormalig Nederlands-Indië. 
Het monument werd gemaakt door beeldhouwer Wim Harzing. Hij koos voor een ontwerp van de Verrezen Christus, met op de sokkel het opschrift Christus is opgestanden. Het is de titel van een eeuwenoud lied, dat in het oosten van het land wordt gezongen bij paasrituelen. Het standbeeld is gemaakt van gres (gebakken klei), dat Harzing vaker gebruikte voor zijn werken. Zijn keramische beelden werden meestal in kerken geplaatst, maar een enkele keer ook in de openbare ruimte, zoals het Verzetsmonument Driebergen (1948), de gevelbeelden aan het missiehuis in Velsen (1948) en het Constantijncollege in Amersfoort (1954), en het beeld in Geesteren. Hij liet dergelijk werk bakken bij het Atelier St. Joris in Beesel en de Greswaren Industrie Teeuwen in Tegelen en Reuver.
Het monument werd geplaatst bij de Pancratiuskerk en in 1952 onthuld.

## Beschrijving
Het oorlogsmonument toont een 2,6 meter hoge Christusfiguur ten voeten uit, gekleed in een lang, gedrapeerd gewaad. Hij houdt zijn hoofd en beide handen geheven naar de hemel. Het beeld is opgebouwd uit verschillende blokken gres, die aan elkaar zijn gemetseld. Het opschrift in de voet luidt: 

CHRISTUS IS OPGESTANDEN

Het beeld staat op een gemetselde, bakstenen sokkel, waarin aan elke zijde een plaquette is geplaatst met de namen en levensdata van de overledenen.